# Comuna Gnosjö
Gnosjö (Gnosjö kommun) este o comună din comitatul Jönköpings län, Suedia, cu o populație de 9.406 locuitori (2013).

## Geografie

### Zone urbane
Lista celor mai mari zone urbane din comună (anul 2015) conform Biroului Central de Statistică al Suediei:
| Nr | Zona urbană | Pop.  |
| -- | ----------- | ----- |
| 1  | Gnosjö      | 4.528 |
| 2  | Hillerstorp | 1.746 |
| 3  | Kulltorp    | 328   |
| 4  | Nissafors   | 273   |
| 5  | Törestorp   | 262   |

## Demografie
| \| Evoluția demografică în comuna Gnosjö, 1970–2015 \| Evoluția demografică în comuna Gnosjö, 1970–2015 \| Evoluția demografică în comuna Gnosjö, 1970–2015 \| Evoluția demografică în comuna Gnosjö, 1970–2015 \| Evoluția demografică în comuna Gnosjö, 1970–2015 \| \| ----------------------------------------------------------------------------------------------------- \| ------------------------------------------------ \| ------------------------------------------------ \| ------------------------------------------------ \| ------------------------------------------------ \| \| An \| \| \| Locuitori \| \| \| 1970 \| 1970 \| \| 7680 \| 7680 \| \| 1975 \| 1975 \| \| 8324 \| 8324 \| \| 1980 \| 1980 \| \| 9056 \| 9056 \| \| 1985 \| 1985 \| \| 9175 \| 9175 \| \| 1990 \| 1990 \| \| 9855 \| 9855 \| \| 1995 \| 1995 \| \| 10023 \| 10023 \| \| 2000 \| 2000 \| \| 10280 \| 10280 \| \| 2005 \| 2005 \| \| 9753 \| 9753 \| \| 2010 \| 2010 \| \| 9546 \| 9546 \| \| 2015 \| 2015 \| \| 9514 \| 9514 \| \| Sursa: SCB - Statistika Centralbyrån, Folkmängd efter region, civilstånd, ålder och kön. År 1968–2016 \| \| \| \| \| |      |  |           |       |
| Evoluția demografică în comuna Gnosjö, 1970–2015 |      |  |           |       |
| An |      |  | Locuitori |       |
| 1970 | 1970 |  | 7680      | 7680  |
| 1975 | 1975 |  | 8324      | 8324  |
| 1980 | 1980 |  | 9056      | 9056  |
| 1985 | 1985 |  | 9175      | 9175  |
| 1990 | 1990 |  | 9855      | 9855  |
| 1995 | 1995 |  | 10023     | 10023 |
| 2000 | 2000 |  | 10280     | 10280 |
| 2005 | 2005 |  | 9753      | 9753  |
| 2010 | 2010 |  | 9546      | 9546  |
| 2015 | 2015 |  | 9514      | 9514  |
| Sursa: SCB - Statistika Centralbyrån, Folkmängd efter region, civilstånd, ålder och kön. År 1968–2016 |      |  |           |       |